# Beuk (architectuur)

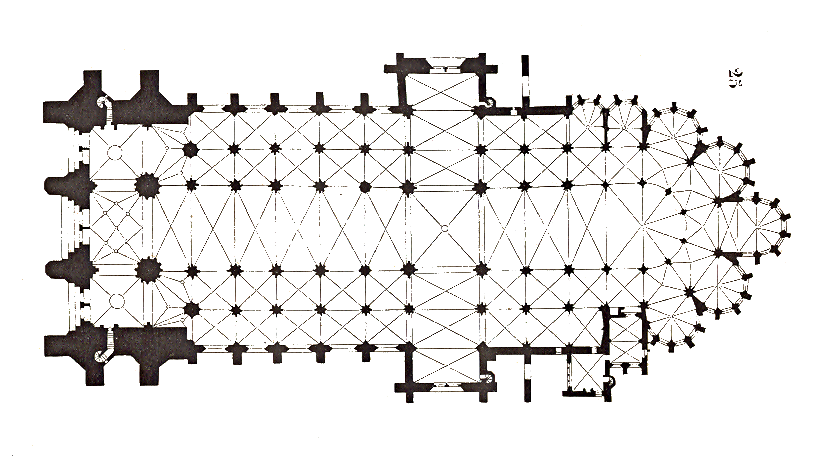
De kathedraal van Troyes telt vijf parallelle beuken

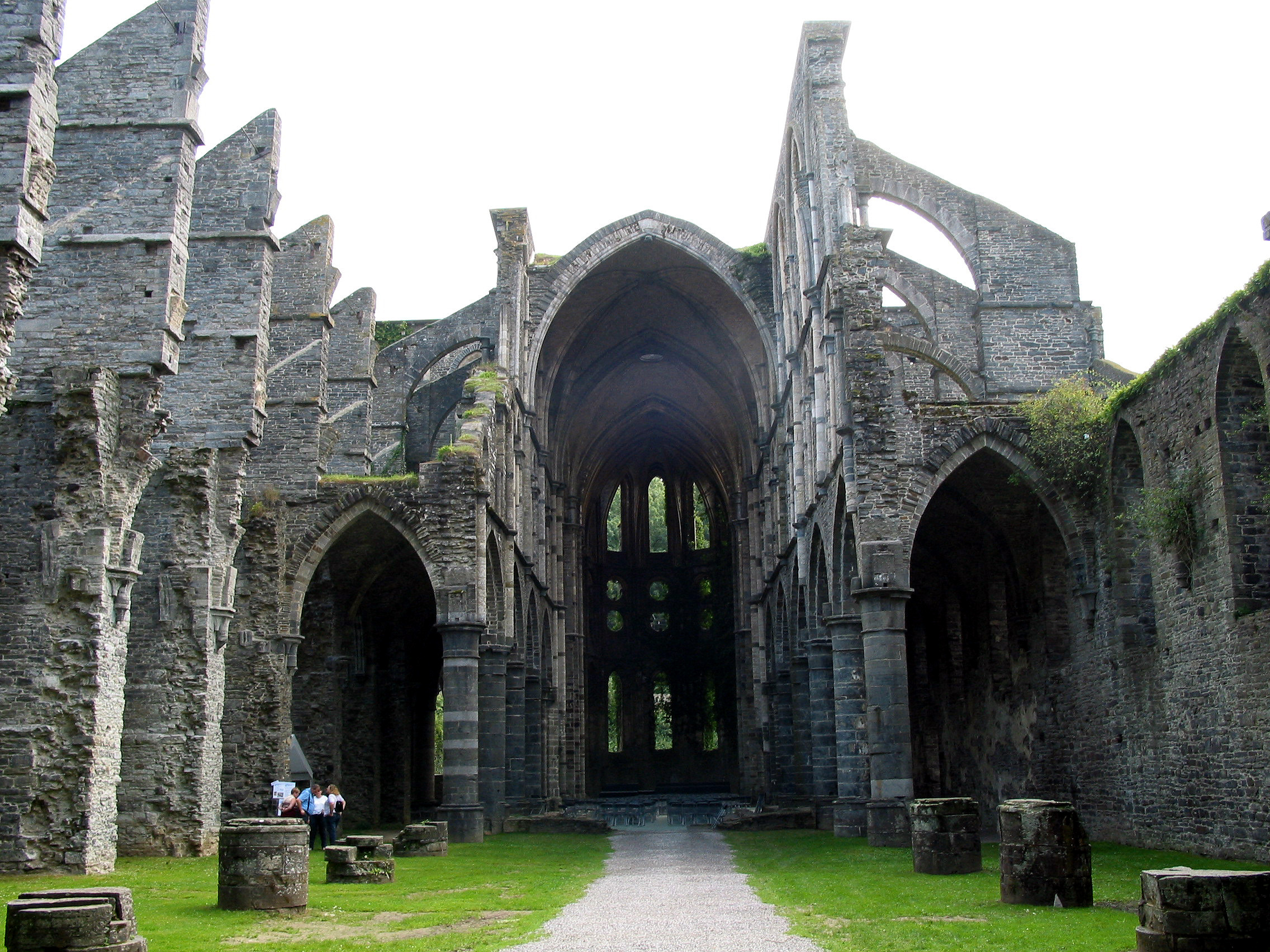
Schip met lagere zijbeuken van de voormalige Abdij van Villers.

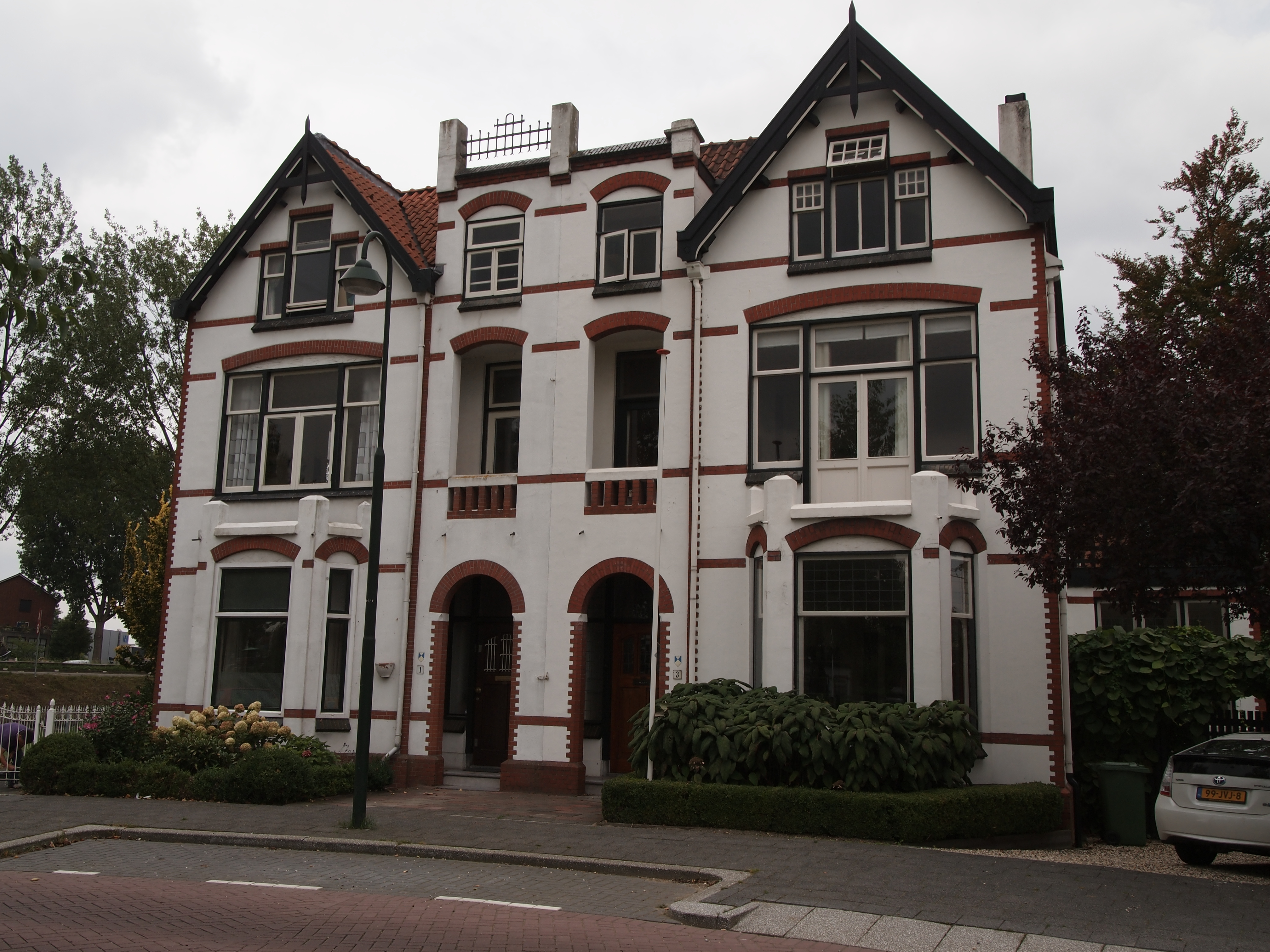
Dubbel woonhuis met vier beuken

Een beuk is een langgerekte ruimte tussen twee rijen kolommen in een kruiskerk, middeleeuwse hal, markthal, boerderij of boerenschuur. Een beuk bestaat uit meerdere aan elkaar geschakelde traveeën. De term beuk wordt ook gebruikt bij woonhuizen. De naam beuk staat hier voor een begrensde ruimte, meestal met een eigen overkapping. Men spreekt dan van één-, twee-, drie- of vierbeukige woningen.
De beuk stamt uit de Romeinse architectuur. De Romeinse basilica's bestonden uit drie of meer beuken.
In de romaanse en gotische architectuur is dit onderdeel overgenomen.
Het kruis vormt de basis voor de plattegrond van de kruiskerk. Deze vorm moest altijd goed terug te zien zijn in de kerk. In de romaanse en gotische architectuur is het aantal toegepaste onderdelen van de kruiskerk afhankelijk van de grootte van de kruiskerk:
- een kleine kruiskerk: bestaat uit het schip, het transept en het koor;
- een grotere kruiskerk (de traditionele driebeukige kruiskerk): bestaat uit het schip, het transept en het koor, uitgebreid met zijbeuken en eventueel een kooromgang;
- een zeer grote kruiskerk: bevat naast het schip, het transept, het koor, de kooromgang en de zijbeuken ook straalkapellen, een 4e en een 5e beuk en heel soms twee beuken langs de transepten.

Doordat de kruisvorm de basis van de plattegrond vormt, zijn de beuken dus bijna altijd in de langsrichting van de kerk gericht. Toepassing van beuken langs het transept wordt slechts beperkt toegepast: bijvoorbeeld bij de Dom van Milaan, de Dom van Keulen en bij de Westminster Abbey in Londen.
Bij de meeste grote kerken is het middenschip hoger en vaak ook breder dan de zijbeuken. Als de beuken even hoog zijn, spreekt men van een hallenkerk, zoals de Sint-Joriskerk in Amersfoort.
De verschillende beuken van een kerkgebouw worden onderscheiden met de namen middenschip (of middenbeuk), zijbeuk en transept (of dwarsbeuk).

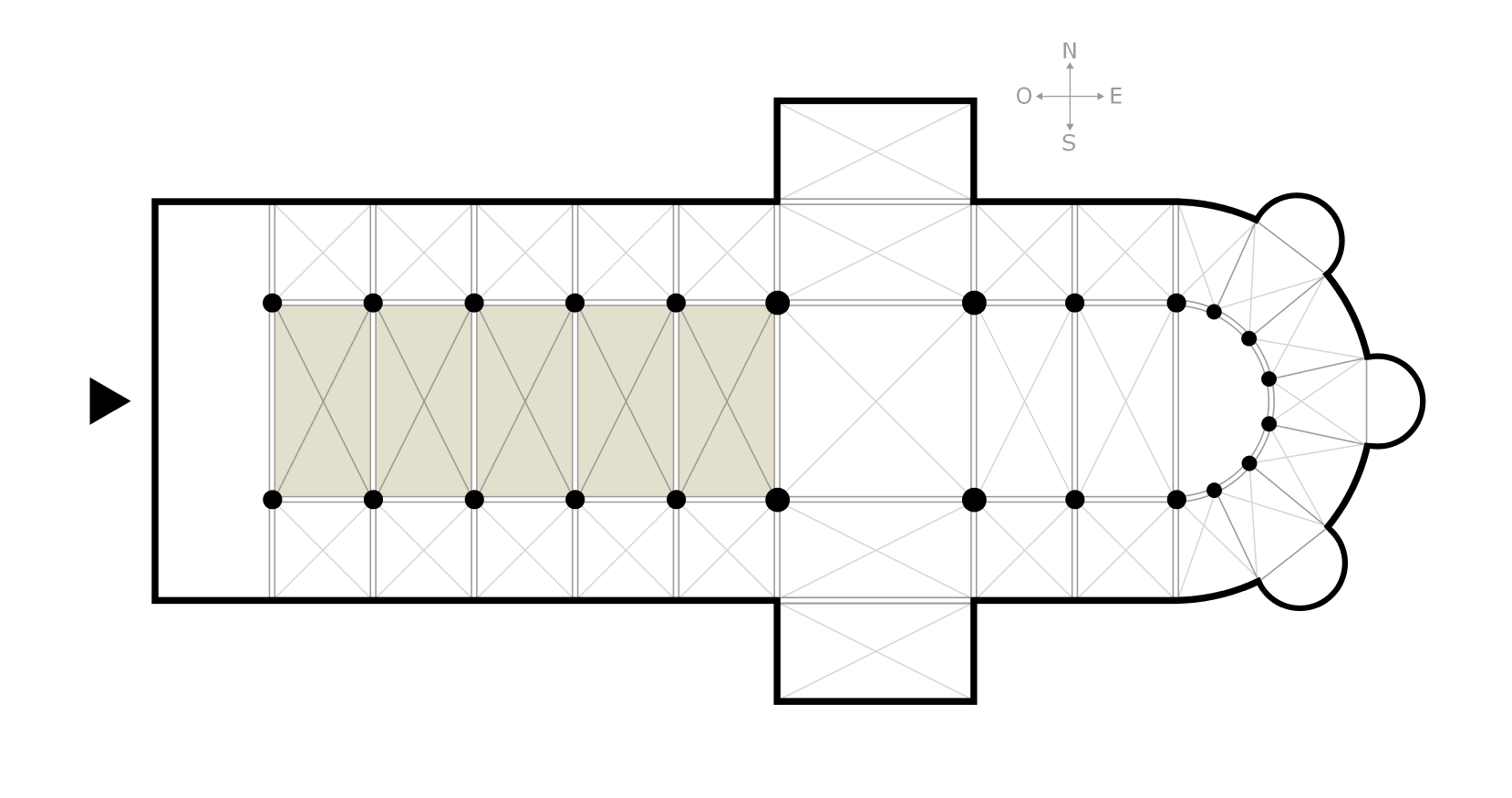
De middenbeuk (grijs)
De zijbeuken (roze)
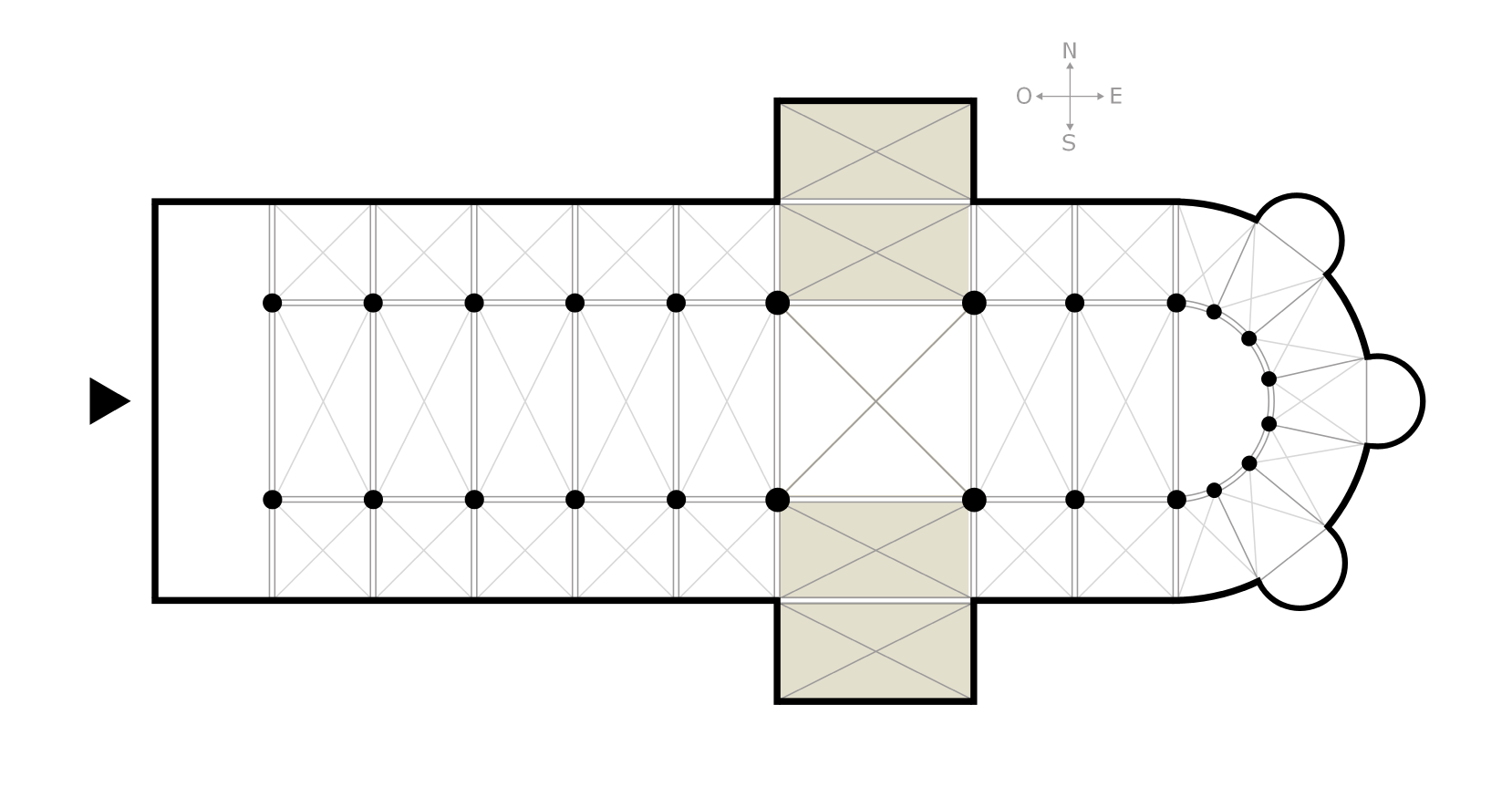
De dwarsbeuken (grijs)